# Daimler 250
Daimler 2.5 V8/V8-250 — чотиридверний седан бізнес класу, який випускався Daimler Company Limited у Великій Британії з 1962 по 1969 рік. Це був перший автомобіль Daimler, який базувався на платформі Jaguar, перший з чужим кузов, і останній із двигуном Daimler після того, як компанія була куплена у Бірмінгемської компанії невеликого озброєння компанією Jaguar Cars в 1960 році. Двигун - це V8 з напівсферичною головкою, розроблений Едвардом Тернером і вперше використаний в спортивному автомобілі Daimler SP250.

## Розробка

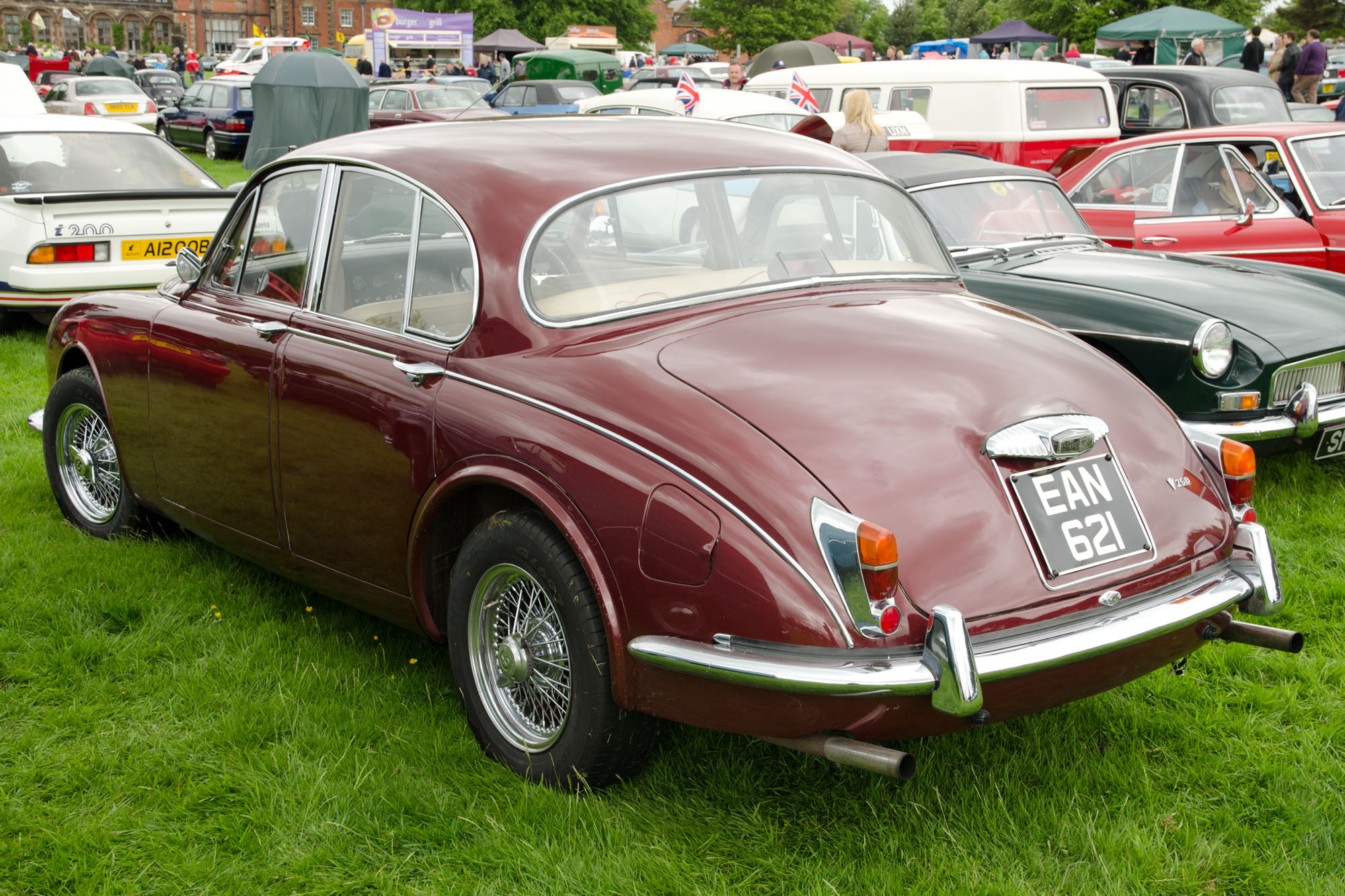

Daimler вийшов на ринок середньорозмірних седанів в 1932 році з моделлю Daimler Fifteen, але покинув ринок після закінчення виробництва Conquest в 1957 році. Спроби повернутися на ринок з двигуном 2,5 л V8 від Turner включали розробку DN250 на базі універсала Vauxhall Cresta PA, який зняли з виробництва до придбання Daimler компанією Jaguar, та дводверного седана DP250 на базі SP250, який Jaguar зняв з виробництва, після того, як він купив Daimler.
Незважаючи на заяву про зацікавленість у розширенні ринків збуту для компанії Daimler, Jaguar купив Daimler насамперед для розширення своїх виробничих потужностей і, крім заміни лімузину DK400B на DR450 на базі Majestic Major, Jaguar мало зробив для розробки нових моделей Daimler. Stratstone Ltd., дилери Daimler з часу їх заснування в 1921 році, натиснули на компанію Jaguar, щоб та почала виробництво середньорозмірного седана на заміну Conquest, Jaguar погодився це зробити в обмін на те, що Stratstone, відмовляться від франшизи Volkswagen.
Розробка Daimler 2,5-літрового седана спочатку мала небагато ресурсів; перший прототип базувався на старому кузові Jaguar Mark 1, який був покинутий за межами однієї із заводських будівель після того, як був модифікований для експериментів на підвісці. Після того, як концепція була доведена, був побудований новий прототип, заснований на кузові Mark 2. Двигун Daimler V8 був більш компактним і легшим, ніж двигун Jaguar XK6, що застосовувався в Mark 2, і важив приблизно на 51 кг менше. Налаштування пружини та заслінки були переглянуті відповідно до зміненого розподілу ваги. Потрібно було переробити відстійник двигуна, щоб він містився між блоками передньої підвіски Mark 2 та навколо одного з його поперечних з’єднань, нові випускні колектори були спроектовані для розміщення в моторному відсіку, водяний насос та вентилятор охолодження були переміщені, та використовувалися різні повітряні фільтри. Кріплення головки блоку циліндрів було замінено на шпильки, встановивши болти, що дозволяють знімати головки, поки двигун ще був у машині. Вентилятор радіатора рухався через вузол з в'язкою муфтою, який поступово ковзав із збільшеною частотою обертання двигуна, що зменшувало шум від вентилятора. Автоматична коробка передач Daimler Borg-Warner Type 35 була меншою та легшою за агрегати, що використовувались на Mark 2, і мала потужне гальмування двигуном у кожному діапазоні передач.
В результаті використання кузова Jaguar Mark 2 седан Daimler 250 став першим автомобілем Daimler без окремої рами.

## Двигун
- 2.5 л Daimler 90° V8 142 к.с. 210 Нм